# Setipinna breviceps
Setipinna breviceps är en fiskart som först beskrevs av Cantor, 1849.  Setipinna breviceps ingår i släktet Setipinna och familjen Engraulidae. Inga underarter finns listade i Catalogue of Life.